# 森栗丸
森 栗丸（もり くりまる）は、日本の男性漫画家。神奈川県在住。

## 略歴
- 鹿児島県で生まれ、静岡県で育つ。國學院大學法学部卒業。
- 学生時代から漫画を描き始め、1990年、『ビッグコミックオリジナル』（小学館）の新人募集で投稿した『あじさいの唄』でデビューし、2013年の24号（12月20日号）で長寿連載作品として終了した。
- 1998年、日本漫画家協会賞優秀賞受賞。
- 2017年8月から『ビッグコミックオリジナル』で『もふもふ』を連載開始、2020年12月に連載終了した。

## 作品
- あじさいの唄シリーズ - 『ビッグコミックオリジナル』（小学館、1990年から2013年まで（2012年4号（2月20日号）より『〜あじさいの唄〜 栗之助江戸草紙』と改題・リニューアル））
  - おーい 栗之助 - 上記作品のスピンオフによる4コマ漫画。中日新聞グループ（中日新聞・東京新聞・北陸中日新聞・日刊県民福井）、北海道新聞、西日本新聞（以上ブロック紙3社連合）、河北新報、神戸新聞、中国新聞、徳島新聞、愛媛新聞に2012年2月1日から[1]2017年3月31日まで連載された。